# Ferrari F2008
De Ferrari F2008 is de 53ste eenzitter van Ferrari waarmee ze deelnamen aan het Formule 1-seizoen in 2008. In het constructeursklassement werd Ferrari eerste, voor McLaren-Mercedes en BMW  Sauber, maar de wereldtitel was voor McLaren-coureur Lewis Hamilton.
De bolide beschikt over een standaard elektronisch systeem zoals de reglementen voorschrijven. Het betreft hier een doorontwikkeling van de F2007, de wagen waarmee Ferrari de wereldtitel in 2007 veroverde.
De wagen werd in november 2007 gepresenteerd in Maranello. Hij is voorzien van een 2,4 liter V8-motor, gebouwd door Ferrari. Tijdens de wintertests is de auto steeds erg snel en heeft een goed acceleratievermogen. Met ingang van het seizoen 2008 is elektronica die de wielslip reguleert verboden. Dit zogenaamde tractioncontrolsysteem laat de auto accelereren op de ideale manier. 
Een andere eigenschap van de Ferrari F2008 is het sterk presteren op de snelle circuits. Dit komt doordat de auto goed ligt in snelle bochten. Een andere reden dat de F2008 goed presteert op dit soort circuits is de Ferrari 2,4 liter V8, die wordt beschouwd als de sterkste van het Formule 1-deelnemersveld.

## Resultaten
| Resultaat                     |
| ----------------------------- |
| Winnaar                       |
| Tweede plaats                 |
| Derde plaats                  |
| Gefinisht (punten)            |
| Gefinisht (geen punten)       |
| Niet geklasseerd (NC)         |
| Uitgevallen (DNF)             |
| Niet gekwalificeerd (DNQ)     |
| Gediskwalificeerd (DSQ)       |
| Niet gestart (DNS)            |
| Gewond (INJ)                  |
| Uitgesloten (EX)              |
| Teruggetrokken (WD)           |
| Niet deelgenomen (blanco cel) |
| vetgedrukt (pole position)    |
| cursief (snelste ronde)       |

| Jaar | Chassis       | Motor      | Banden | Coureurs       | 1   | 2   | 3   | 4   | 5   | 6   | 7   | 8   | 9   | 10  | 11  | 12  | 13  | 14  | 15  | 16  | 17  | 18  | Punten | WK-plaats |
| ---- | ------------- | ---------- | ------ | -------------- | --- | --- | --- | --- | --- | --- | --- | --- | --- | --- | --- | --- | --- | --- | --- | --- | --- | --- | ------ | --------- |
| 2008 | Ferrari F2008 | Ferrari V8 | B      |                | AUS | MAL | BHR | SPA | TUR | MON | CAN | FRA | GBR | DUI | HON | EUR | BEL | ITA | SIN | JPN | CHN | BRA | 172    | Goud      |
| 2008 | Ferrari F2008 | Ferrari V8 | B      | Kimi Räikkönen | 8   | 1   | 2   | 1   | 3   | 9   | DNF | 2   | 4   | 6   | 3   | DNF | 18  | 9   | 15  | 3   | 3   | 3   | 172    | Goud      |
| 2008 | Ferrari F2008 | Ferrari V8 | B      | Felipe Massa   | DNF | DNF | 1   | 2   | 1   | 3   | 5   | 1   | 13  | 3   | 17  | 1   | 1   | 6   | 13  | 7   | 2   | 1   | 172    | Goud      |
| Jaar | Chassis       | Motor      | Banden | Coureurs       | 1   | 2   | 3   | 4   | 5   | 6   | 7   | 8   | 9   | 10  | 11  | 12  | 13  | 14  | 15  | 16  | 17  | 18  | Punten | WK-plaats |

### Eindstand coureurskampioenschap
- Felipe Massa: 2e (97pnt)
- Kimi Räikkönen: 3e (75pnt)